# Фрідріх Маншотт
Фрідріх Маншотт (нім. Friedrich Manschott; 21 лютого 1893, Райхартсгаузен — 16 березня 1917, форт Во, Франція) — німецький льотчик-ас, віцефельдфебель Прусської армії.

## Біографія
Учасник Першої світової війни. В серпні 1916 року направлений у 203-й льотний дивізіон, де в грудні здобув першу повітряну перемогу. Потім отримав переведення в 7-му винищувальну ескадрилью, де в короткий ча досяг великих успіхів, але був збитий і загинув відразу ж після своєї останньої перемоги. У цьому роковому йому повітряному бою, що відбувся 16 березня 1917 року біля форту Во, Маншотт бився проти чотирьох Caudron.
На рахунку льотчика були 12 повітряних перемог, у тому числі 3 аеростати. Ще одна перемога залишилась непідтвердженою.

## Нагороди
- Залізний хрест 2-го і 1-го класу
- Нагрудний знак військового пілота (Пруссія) (10 серпня 1916)